# Kempten (Allgäu) Hauptbahnhof
Kempten (Allgäu) Hauptbahnhof is een spoorwegstation in de Duitse gemeente Kempten (Allgäu). Het station werd in 1969 geopend. 